# Intelligence (serial telewizyjny)
Intelligence – amerykański serial telewizyjny z elementami science fiction, emitowany przez CBS od 7 stycznia 2014 roku. Twórcami serialu są Michael Seitzman oraz Tripp Vinson. 10 maja 2014 roku, stacja CBS ogłosiła anulowanie serialu, serial zakończono na trzynastym odcinku, wyemitowanym 31 marca 2014 roku.
W Polsce serial miał swoją premierę 3 marca 2014 roku na kanale Universal Channel. Serial jest również emitowany na TV Puls.

## Fabuła
Serial opowiada o tajnej jednostce specjalnej, którego członkiem jest Gabriel Vaughn, pierwszy człowiek, który posiada wszczepiony microchip do mózgu. Dzięki niemu ma bezpośredni dostęp do globalnej bazy danych, internetu oraz danych satelitarnych. Głównym zadaniem Gabriela jest ochrona bezpieczeństwa USA.

## Obsada
- Josh Holloway jako Gabriel Vaughn[4], były żołnierz służb specjalnych, któremu wszczepiono chip nowej generacji, który umożliwia mu podpinanie się do sieci danych.
- Marg Helgenberger jako Lillian Strand[5], dyrektorka US Cyber Command.
- Meghan Ory jako agentka specjalna Riley Neal[6], była członkini tajnej służby, która została przydzielona Gabrielowi jako ochroniarz.
- Michael Rady jako Chris Jameson[7], agent specjalny CyberComu.
- John Billingsley jako Shenendoah Cassidy[8], neurochirurg odpowiedzialny za stworzenie i wszczepienie Gabrielowi microchipu.
- P.J. Byrne jako Nelson Cassidy[6], syn Shenendoah i jeden z naukowców pracujących przy projekcie Clockwork w CyberCom.

## Role drugoplanowe
- Thomas Arana jako Adam Weatherly[9], dyrektor National Intelligence.
- Zuleikh Robinson jako Amelia Hayes[9], żona Gabriela Vaughna i agentka CIA.
- Lance Reddick jako Jeffrey Tetazoo, dyrektor Central Intelligence.
- Peter Coyote jako Leland Strand, ojciec Lillian Strand.
- Faye Kingslee jako Mei Chen, chińska agentka, której wszczepiono podobny chip jak Vaughnowi. W pilocie Mei Chen gra Grace Huang.

## Gościnne występy
- Annie Wersching jako analityk CIA[10]
- Laura Wiggins jako Rebecca[11], córka Lillian Strand.

## Odcinki
| N/o | Tytuł                         | Tytuł polski         | Reżyseria        | Scenariusz                      | Premiera         | Premiera w Polsce |
| --- | ----------------------------- | -------------------- | ---------------- | ------------------------------- | ---------------- | ----------------- |
| 1   | Pilot                         | Pilot                | David Semel      | Michael Seitzman                | 7 stycznia 2014  | 3 marca 2014      |
| 2   | Red X                         | Nowa broń            | Aaron Lipstadt   | Aaron Ginsburg Wade McIntyre    | 13 stycznia 2014 | 10 marca 2014     |
| 3   | Mei Chen Returns              | Powrót Mei Chen      | Stephen Williams | Shintaro Shimosawa              | 20 stycznia 2014 | 17 marca 2014     |
| 4   | Secrets of the Secret Service |                      | Rob Bailey       | Matthew Lau                     | 27 stycznia 2014 | 24 marca 2014     |
| 5   | The Rescue                    | Ratunek              | Alrick Riley     | Barry O’Brien                   | 3 lutego 2014    | 31 marca 2014     |
| 6   | Patient Zero                  | Pacjent zero         | Adam Davidson    | Michael Seitzman                | 10 lutego 2014   | 7 kwietnia 2014   |
| 7   | Size Matters                  | Rozmiar ma znaczenie | Alrick Riley     | Shintaro Shimosawa              | 17 lutego 2014   | 14 kwietnia 2014  |
| 8   | Delta Force                   | Delta Force          | David Von Ancken | Aaron Ginsburg Wade McIntyre    | 24 lutego 2014   | 28 kwietnia 2014  |
| 9   | Athens                        | Ateny                | Bill Eagles      | Matthew Lau                     | 3 marca 2014     | 5 maja 2014       |
| 10  | Cain and Gabriel              | Kain i Gabriel       | Ken Biller       | Pamela Davis                    | 10 marca 2014    | 12 maja 2014      |
| 11  | The Grey Hat                  | Szary kapelusz       | Tim Hunter       | Heidi Cole McAdams              | 17 marca 2014    | 19 maja 2014      |
| 12  | The Event Horizon             | Horyzont zdarzeń     | Russell Lee Fine | Barry Schindel Michael Seitzman | 24 marca 2014    | 26 maja 2014      |
| 13  | Being Human                   | Być człowiekiem      | Stephen Williams | Barry Schindel Michael Seitzman | 31 marca 2014    | 2 czerwca 2014    |